# Bear-River-Gletscher
Der Bear-River-Gletscher (engl. Bear River Glacier, dt. „Bärenfluss-Gletscher“) ist ein 5,5 km langer Gletscher  im äußersten Süden der Boundary Ranges in der kanadischen Provinz British Columbia. Der Gletscher wird im Englischen häufig verkürzt als Bear Glacier bezeichnet.

## Geografie
Der Bear-River-Gletscher ist ein Auslassgletscher eines vergletscherten Bergmassivs östlich des Portland Canal, eines langen schmalen Fjords, der die Südgrenze des Alaska Panhandle darstellt. Das Nährgebiet liegt auf 2100 m Höhe nördlich des Otter Mountain. Der 550 m breite Gletscher strömt in nördlicher Richtung und endet auf etwa 550 m Höhe westlich des Bear-River-Passes. Unterhalb der Gletscherzunge liegt der Gletscherrandsee Strohn Lake. Dieser wird über den Bear River nach Westen zum Portland Canal entwässert.
Über den 450 m hoch gelegenen Bear-River-Pass führt der British Columbia Highway 37A, der Stewart mit Meziadin Junction verbindet. Der untere Gletscherbereich sowie der Gletscherrandsee befinden sich im Bear Glacier Provincial Park.

## Gletscherentwicklung
Der Gletscher zieht sich seit dem letzten Jahrhundert stetig zurück. Im Jahr 1913 war der Bear-River-Pass noch vergletschert. Das Schmelzwasser floss zu der Zeit noch in beide Richtungen talabwärts, nach Westen als auch nach Osten. Mit dem Rückzug des Gletschers bildete sich der Strohn Lake. Heute fließt das Schmelzwasser nur noch in westlicher Richtung ab.